# Druk Gyalpo
O Druk Gyalpo (འབྲུག་རྒྱལ་པོ་; lit. 'Rei Dragão' ou Rei do Butão) é o chefe de Estado do Reino do Butão. Na língua dzongkha, o Butão é conhecido como Drukyul, que se traduz como "A Terra do Dragão do Trovão". Assim, enquanto os reis do Butão são conhecidos como Druk Gyalpo ("Rei Dragão"), o povo butanês se autodenomina Drukpa, que significa "povo de Druk (Butão)".
O atual soberano do Butão é Jigme Khesar Namgyel Wangchuck, o quinto Druk Gyalpo. Ele usa a Coroa do Corvo, que é a coroa oficial usada pelos reis do Butão. Ele é corretamente denominado Mi'wang 'Ngada Rinpoche ("Sua Majestade") e endereçado a Ngada Rimboche ("Sua Majestade").
O rei Jigme Khesar era o monarca reinante mais jovem do mundo (com 28 anos durante sua coroação) quando ascendeu ao trono em 1 de novembro de 2008, depois que seu pai, Jigme Singye Wangchuck, abdicou do trono em seu favor.

## Deveres e poderes
A Constituição confirma a instituição da monarquia. O Druk Gyalpo (Rei do Butão) é o chefe de Estado e o símbolo da unidade do reino e do povo do Butão. A Constituição estabelece o Chhoe-sid-nyi (sistema duplo de religião e política) do Butão como unificado na pessoa do rei, que, como budista, é o defensor do Chhoe-sid (religião e política; temporal e secular). Além disso, o rei é o protetor de todas as religiões no Butão. O rei não responde em um tribunal por suas ações, e sua pessoa é sacrossanta. No entanto, o rei tem o mandato de proteger e defender a Constituição "no melhor interesse e para o bem-estar do povo do Butão".

### Prerrogativas reais
Nos termos da Constituição, o rei, no exercício das suas prerrogativas reais (e como chefe de Estado), promove a boa vontade e as boas relações com outros países, recebendo convidados de Estado e realizando visitas de Estado a outros países. O rei também pode conceder títulos, condecorações, dar para Lhengye e Nyi-Kyelma (conferindo um lenço vermelho de posição e honra com o título de Dasho) de acordo com a tradição e o costume. Também estão entre as prerrogativas reais as concessões de cidadania, anistia, indulto e redução de penas; e terras "kidu" e outros "kidus" (benefícios).

### Nomeações reais
Nos termos do Artigo 2, Secção 19, o rei nomeia um número significativo de funcionários governamentais de alto nível: os nomeados judiciais, o auditor geral e os presidentes das comissões anticorrupção, da função pública e eleitorais são titulares de cargos constitucionais.
O rei nomeia a maior parte do poder judicial superior: o presidente do Supremo Tribunal do Butão e os drangpons (juízes associados) do Supremo Tribunal; o presidente do tribunal e os drangpons (juízes associados) do Tribunal Superior. Essas nomeações judiciais são feitas entre os pares dos cargos vagos, juniores e juristas eminentes disponíveis em consulta com a Comissão Judicial Nacional. Os juristas do Tribunal de Dungkhag não são nomeados pelo rei.
O rei também nomeia, a partir de listas de nomes recomendadas conjuntamente pelo primeiro-ministro, pelo chefe de justiça do Butão, pelo presidente da Câmara, pelo presidente do Conselho Nacional e pelo líder do partido da oposição, quatro tipos de governo de alto nível: o chefe comissário eleitoral e demais membros da Comissão Eleitoral; o auditor geral da Real Autoridade de Auditoria; o presidente e outros membros da Comissão Real da Função Pública; e o presidente e outros membros da Comissão Anticorrupção. O prazo para cada cargo é de cinco anos. São referenciadas para incorporação a Lei de Auditoria do Butão, a Lei da Função Pública do Butão, a Lei Anticorrupção do Butão e a Lei do Procurador-Geral; referências às leis eleitorais existentes também aparecem em toda a Constituição.
O rei nomeia outros cargos além dos Oficiais Constitucionais por conselho de outros órgãos. Ele nomeia os chefes das Forças de Defesa a partir de uma lista de nomes recomendados pelo Conselho de Promoção de Serviço. O rei nomeia o procurador-geral do Butão, o presidente da Comissão de Pagamentos, o governador do Banco Central do Butão, o secretário de gabinete e os embaixadores e cônsules do Butão por recomendação do primeiro-ministro. O rei também nomeia dzongdags para chefiar os governos locais e outros secretários do governo por recomendação do primeiro-ministro, que obtém nomeações da Comissão Real da Função Pública com base no mérito e antiguidade e de acordo com outras regras e regulamentos relevantes. O rei nomeia o secretário-geral das respectivas casas por recomendação da Comissão Real da Função Pública.

### Poderes militares
O rei é também o comandante em chefe supremo das Forças Armadas e da Milícia do Butão.

## Lista de Druk Gyalpos

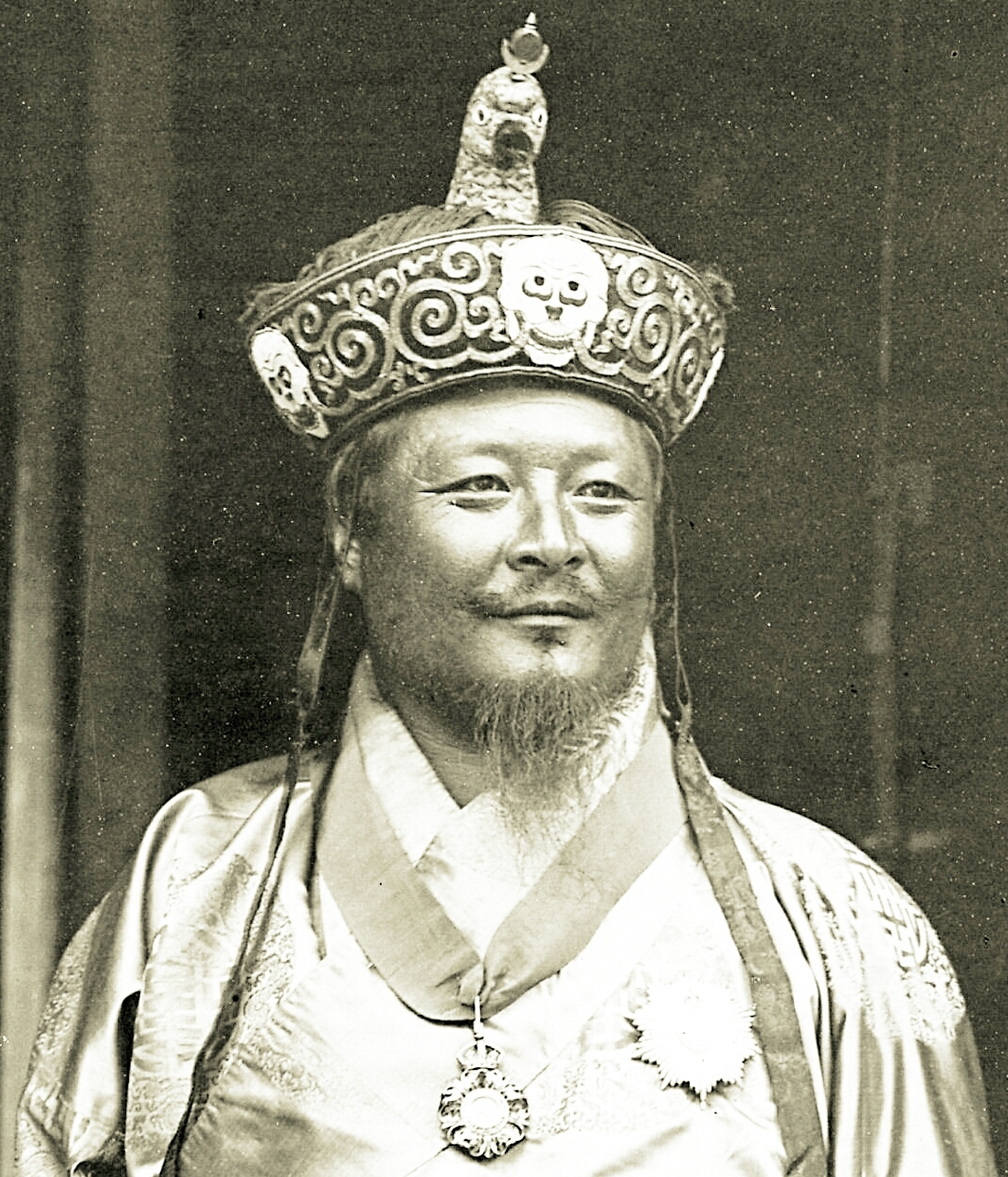
Ugyen Wangchuck (1907-1926)
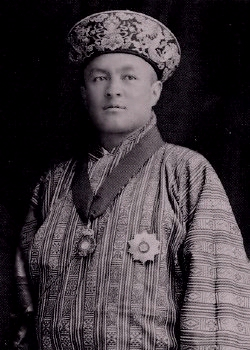
Jigme Wangchuck (1926-1952)
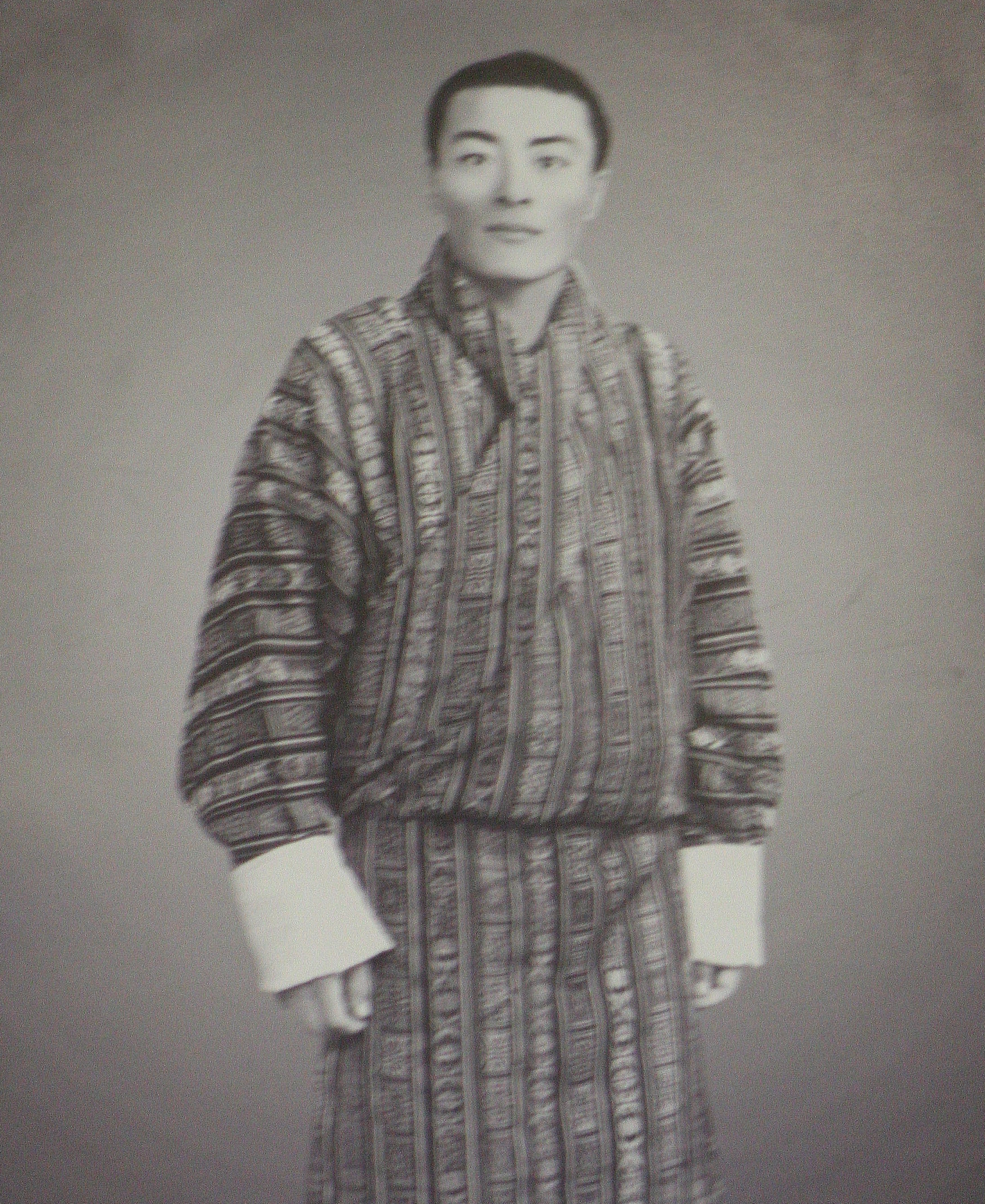
Jigme Dorji Wangchuck (1952-1972)
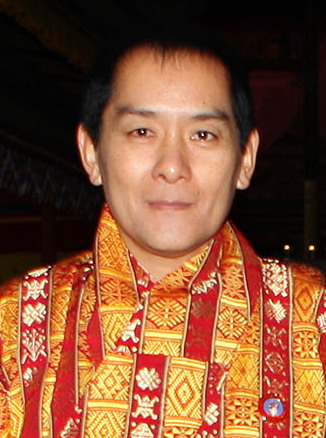
Jigme Singye Wangchuck (1972-2006)
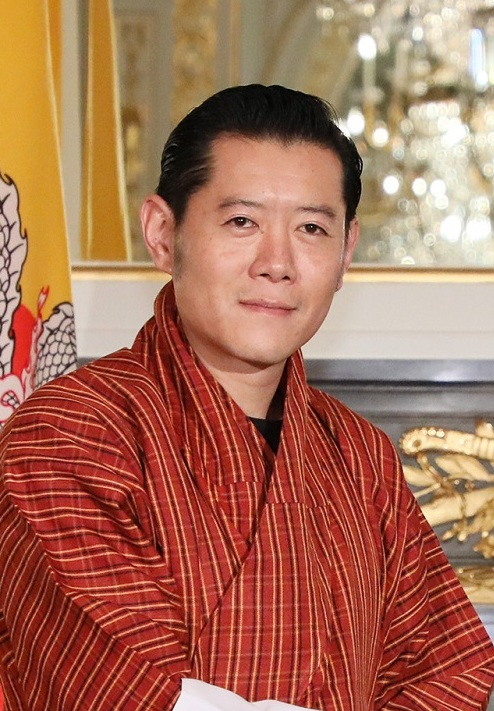
Jigme Khesar Namgyel Wangchuck (2006-)